# Rio Claro Futebol Clube
Rio Claro Futebol Clube je brazilský fotbalový klub z Rio Claro. Klub byl založen v roce 1909 a svoje domácí utkání hraje na Augusto Schmidt Filho (Schimitão) s kapacitou 16 000 diváků.